# Renārs
Renārs ist ein lettischer männlicher Vorname.

## Namensträger
- Renārs Kaupers (* 1974), lettischer Sänger
- Renārs Uščins (* 2002), deutscher Handballspieler